# Admiraliteit

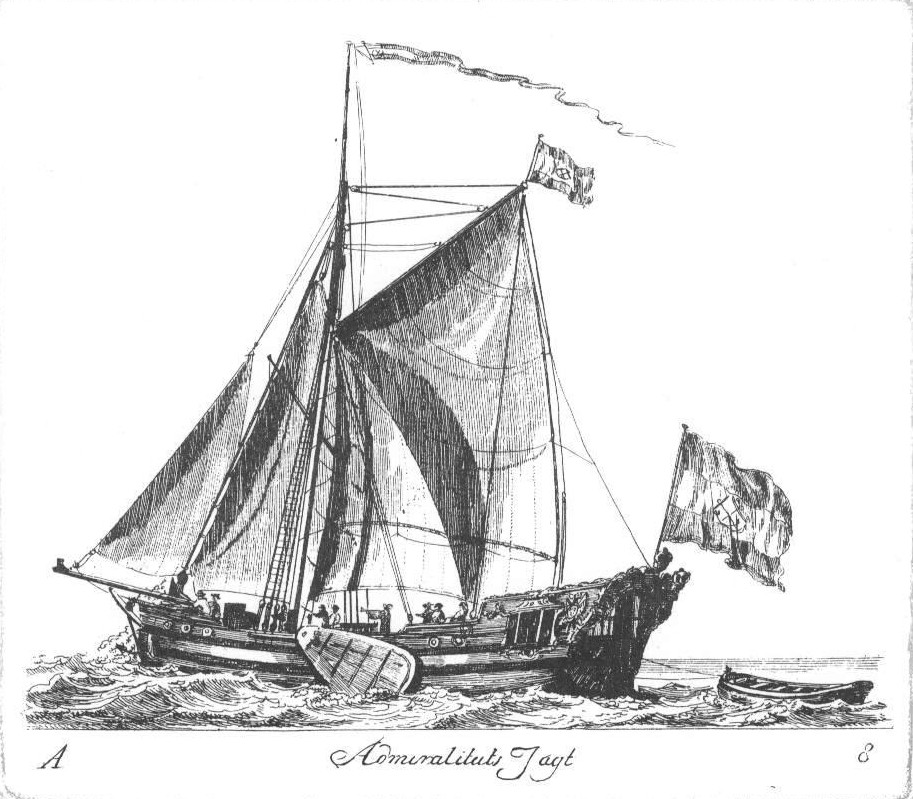
Het Admiraliteitsjacht

De Admiraliteit was in de Lage Landen vanaf de veertiende eeuw tot 1795 de organisatie over de oorlogsvloot of zeemacht (marine), zowel voor de bestuurlijke, organisatorische als juridische taken die hieruit voortvloeiden. In een afgeleide betekenis werd de term ook gebruikt als aanduiding voor de colleges die met deze taken waren belast.
In 1795 werd in de Bataafse Republiek en in de Zuidelijke Nederlanden de benaming Admiraliteit vervangen door marine. In andere landen bleef de term langer in gebruik. In Nederland keerde het begrip in 1945 terug in de naam Admiraliteitsraad, een bestuursorgaan van de Koninklijke Marine.
Oorspronkelijk komt admiraliteit van het begrip admiraal, de leider van een oorlogsvloot. Vanaf het moment dat het beheer en de leiding over een oorlogsvloot aan een bestuursorgaan wordt opgedragen, wordt gesproken over admiraliteit.

## Admiraliteit van de Habsburgse Nederlanden
In een poging om tot een centraal beleid ten aanzien van een marine-organisatie te komen in de Bourgondische Nederlanden werd de Admiraliteit van Veere opgericht naar aanleiding van de Ordonnantie op de Admiraliteit die werd uitgevaardigd op 8 januari 1488. De Vice-Admiraliteit van Vlaanderen in Duinkerke was ondergeschikt aan de Admiraliteit van Veere. In 1560 liet admiraal Filips van Montmorency, graaf van Horn, de admiraliteit echter verplaatsen naar Gent en in 1561 werd ook de Habsburgse oorlogsvloot in Veere verkocht.

## Admiraliteiten in de Republiek
De admiraliteiten in Republiek der Zeven Verenigde Nederlanden danken hun oorsprong aan de Instructie voor de Admiraliteiten, vastgelegd door de Staten-Generaal op 13 augustus 1597.
Binnen enkele jaren werden zo vijf verschillende admiraliteitscolleges gevestigd:
1. De Maze (Rotterdam)
2. Amsterdam
3. Friesland (Dokkum, vanaf 1645 Harlingen)
4. Zeeland (Middelburg)
5. Noorderkwartier (Hoorn en Enkhuizen)

Daarnaast was er nog een admiraliteitsraad in Vlissingen.
Hoewel de admiraliteiten generaliteitsorganen waren (ze waren direct verantwoording schuldig aan de Staten-Generaal) was de invloed van de gewesten bijzonder groot. In de praktijk maakte de admiraliteit van Amsterdam de dienst uit, omdat dat college het merendeel van de activiteiten voor zijn rekening nam. Reden ook waarom de gezamenlijke vergaderingen van de raden in Den Haag weinig vruchtbaar waren.

### Bevoegdheden
Tot de taken van de admiraliteiten behoorden het het bouwen, onderhouden en uitrusten van de oorlogsschepen. Zij waren gerechtigd in- en uitvoerrechten te innen en zij traden op als rechter bij geschillen en als prijsgerecht. De colleges benoemden zelfstandig de lagere officieren. Vlagofficieren en kapiteins werden aangesteld door de Staten-Generaal, op voordracht van de admiraliteit.

### Bestuur
Het bestuur lag in handen van de heren raden ter admiraliteit. Het college werd voorgezeten door de stadhouder in zijn functie van admiraal-generaal. In de praktijk en met name tijdens de stadhouderloze tijdperken werd het voorzitterschap waargenomen door een luitenant-admiraal. Deze werd bijgestaan door de advocaat-fiscaal en de secretaris.

### Scheepsbouw
Eerst werden de schepen gehuurd of gevorderd van rederijen. Later in de zeventiende eeuw werden in toenemende mate, vooral door toedoen van Johan de Witt, oorlogsschepen gebouwd voor permanente dienst. Hiervoor beschikten de admiraliteiten over werven, magazijnen en kantoren. Dit werd betaald uit de opbrengsten van de tolheffingen en bijdragen van de Staten-Generaal.

### Bevel van de vloot
Bij grote militaire operaties ter zee werd uit de luitenant-admiraals een gezamenlijke bevelvoerder aangewezen, een chef of opperhooft van s'lands vloot. Bevelhebbers van de vloot waren meestal afkomstig uit Holland, omdat Holland binnen de Republiek het machtigst was. Maar in augustus 1665 werd de Zeeuw Michiel de Ruyter tot chef van de gezamenlijke vloot benoemd. Michiel de Ruyter was daarvoor viceadmiraal van de admiraliteit van Amsterdam. De door Johan de Witt doorgedrukte benoeming was omstreden en leidde tot jaloezie onder de verschillende bevelhebbers, vooral bij Cornelis Tromp. Waarschijnlijk leidden dezelfde sentimenten ertoe dat de Zeeuw Johan Evertsen in 1654 geen bevelhebber werd, hoewel dat ook iets te maken had met het feit dat hij sterk Oranjegezind was.

#### Vlootvoogd
Hoewel het begrip vlootvoogd in veel boeken gebruikt wordt, is dit geen officiële rang of titel. Het was de benaming in de volksmond die gegeven werd aan bevelvoerders van een zeevloot of een deel daarvan, dit kon zijn: admiraal, luitenant-admiraal, viceadmiraal en schout-bij-nacht.

### Einde der admiraliteiten in 1795
Eerdere pogingen om de organisatie te centraliseren waren gedoemd te mislukken. Pas na de Bataafse Revolutie met hulp van Franse troepen en de vlucht van stadhouder Willem V naar Engeland kon er veel veranderen. Er kwam één centraal Comité van Zeevaartzaken in Den Haag. Na de Franse periode rond 1815 werd dit het ministerie van Marine.